# Italianizzazione dei toponimi dei comuni in Piemonte e in Valle d'Aosta
Per opera del regime fascista vennero italianizzati i nomi dei comuni del Piemonte e della Valle d'Aosta che avevano una forma francese, anche se vi si parlava in grande maggioranza il piemontese, l'occitano e, specialmente in Valle d'Aosta, il francoprovenzale. Riguardo alla Valle d'Aosta, il francese è stata l'unica lingua ufficiale, parlata soprattutto dalle classi più agiate e dall'amministrazione pubblica, nonché come lingua scritta e di culto, a partire dal XVI secolo.

## Piemonte
I nomi dei comuni del Piemonte furono in parte ripristinati nella forma originaria a partire dal 1947.
| Nome originale | Nome italianizzato | Data | Ripristino |
| -------------- | ------------------ | ---- | ---------- |
| Ceres          | Cere               | 1939 | 1947       |
| Chianoc        | Chianocco          | 1939 | no         |
| Chiavrie       | Caprie             | 1936 | no         |
| Clavières      | Claviere           | 1939 | no         |
| Druent         | Druento            | 1939 | no         |
| Entraque       | Entracque          | 1940 | no         |
| Exilles        | Esille             | 1939 | 1953       |
| Leyni          | Leini              | 1939 | no         |
| Mathi          | Mati               | 1939 | 1959       |
| Oulx           | Ulzio              | 1939 | 1960       |
| Pradleves      | Pradleve           | 1940 | 1956       |
| Praly          | Prali              | 1939 | no         |
| Roburent       | Roburento          | 1940 | 1952       |
| Roure          | Roreto Chisone     | 1939 | 1975       |
| Salmour        | Salmore            | 1940 | 1951       |
| Sampeyre       | Sampeire           | 1940 | 1955       |
| Sanfront       | Sanfronte          | 1940 | 1951       |
| Sauze d'Oulx   | Salice d'Ulzio     | 1928 | 1947       |
| Salbertrand    | Salabertano        | 1939 | 1955       |
| Sestrières     | Sestriere          | 1935 | no         |
| Traves         | Trave              | 1939 | 1955       |
| Vayes          | Vaie               | 1939 | no         |
| Venaus         | Venalzio           | 1939 | 1967       |

## Valle d'Aosta
I nomi dei comuni della Valle d'Aosta furono ripristinati tutti nella forma originaria nel 1946.
| Nome originale    | Nome italianizzato       | Data |
| ----------------- | ------------------------ | ---- |
| Allain            | Alleno                   | 1939 |
| Antey-Saint-André | Antei Sant'Andrea        | 1939 |
| Arvier            | Arviè                    | 1939 |
| Ayas              | Aias                     | 1939 |
| Bionaz            | Biona                    | 1939 |
| Brusson           | Brussone                 | 1939 |
| Challant          | Villa Sant'Anselmo       | 1939 |
| Chambave          | Ciambave                 | 1939 |
| Chamois           | Camosio                  | 1939 |
| Champorcher       | Campo Laris              | 1939 |
| Châtillon         | Castiglion Dora          | 1939 |
| Courmayeur        | Cormaiore                | 1939 |
| Donnaz            | Donas                    | 1939 |
| Doues             | Dovia d'Aosta            | 1939 |
| Étroubles         | Etroble                  | 1939 |
| Gressoney         | Gressonei                | 1939 |
| La Magdeleine     | La Maddalena d'Aosta     | 1939 |
| La Salle          | Sala Dora                | 1935 |
| La Thuile         | Porta Littoria           | 1939 |
| Montjovet         | Mongiove                 | 1939 |
| Morgex            | Valdigna d'Aosta         | 1929 |
| Ollomont          | Ollomonte                | 1939 |
| Oyace             | Oiasse                   | 1939 |
| Pontboset         | Pianboseto               | 1939 |
| Pont-Saint-Martin | Ponte San Martino        | 1929 |
| Pré-Saint-Didier  | San Desiderio Terme      | 1939 |
| Quart             | Quarto Praetoria         | 1929 |
| Rhêmes            | Val di Rema              | 1939 |
| Saint-Oyen        | Sant'Eugendo             | 1939 |
| Saint-Rhémy       | San Remigio              | 1939 |
| Saint-Vincent     | San Vincenzo della Fonte | 1939 |
| Torgnon           | Torgnone                 | 1939 |
| Valgrisanche      | Valgrisenza              | 1939 |
| Valpelline        | Valpellina               | 1939 |
| Valsavaranche     | Valsavara                | 1939 |
| Valtournanche     | Valtornenza              | 1939 |
| Verrès            | Castel Verres            | 1939 |
| Villeneuve        | Villanova Baltea         | 1926 |